# Erich Torggler

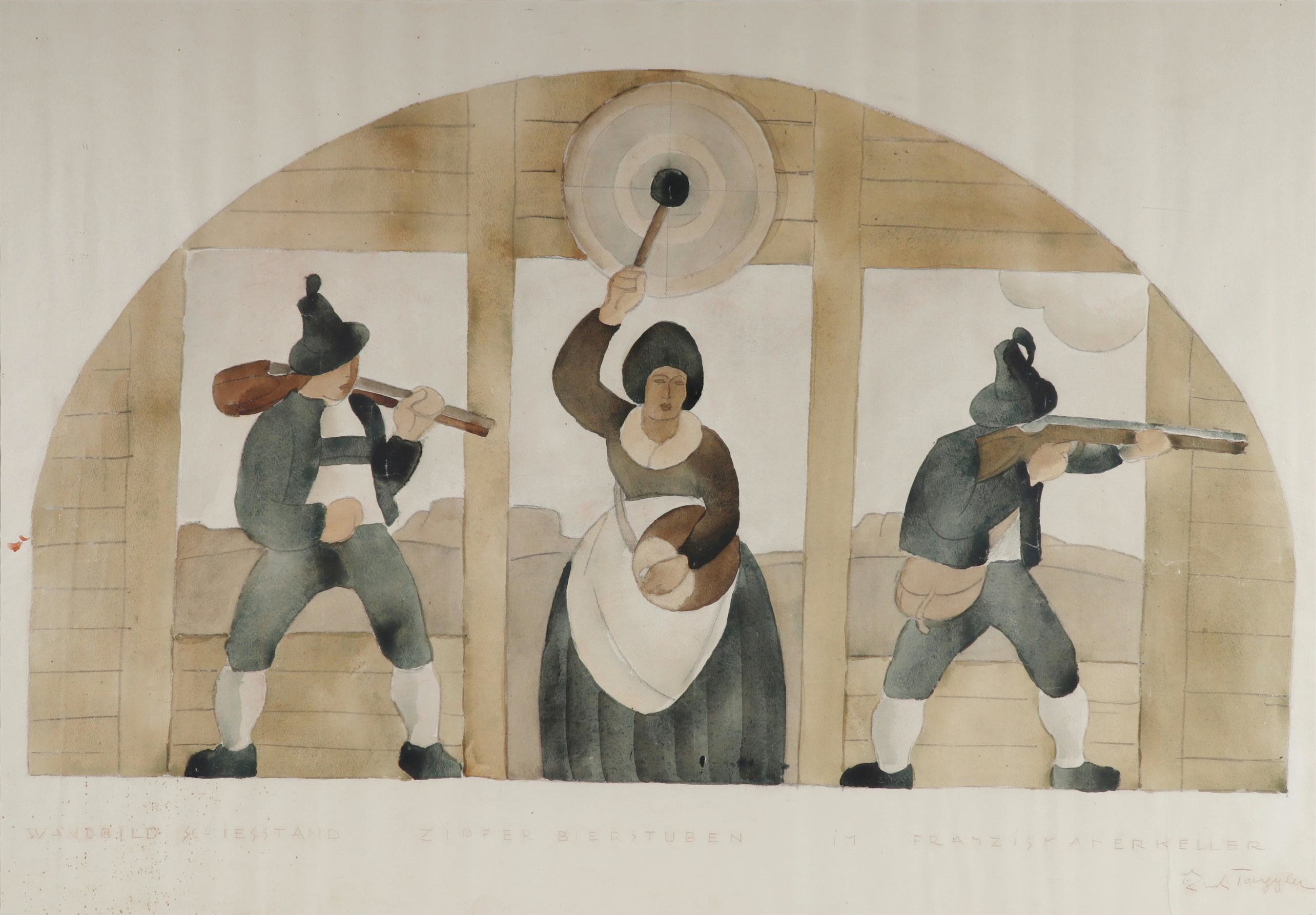
Entwurf für ein Wandbild im Innsbrucker Stiftskeller (etwa 1929)

Erich Torggler (* 11. Mai 1899 in Kufstein; † 22. Oktober 1938 in Innsbruck) war als österreichischer Maler des Expressionismus ein Vertreter der Tiroler Moderne.

## Leben und Werk

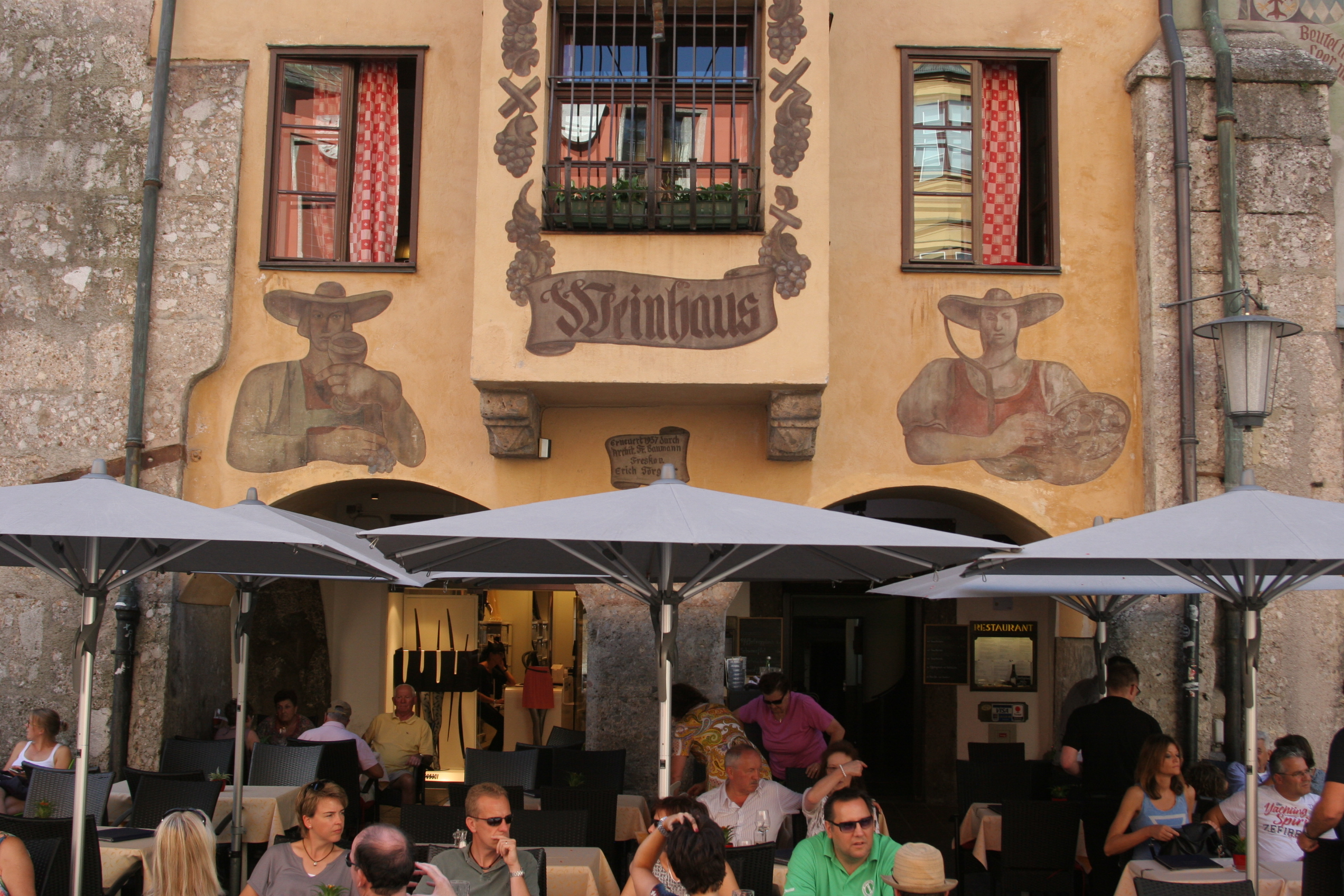
Wandmalerei am Weinhaus Happ in Innsbruck

Erich Torggler war der Sohn des Finanzbeamten Johann Torggler und dessen Ehefrau Maria, geb. Lindner. Mütterlicherseits war er mit dem Architekten Oskar Kleschatzky verwandt. Er besuchte nach der Volks- und Bürgerschule ab 1913 den kunstgewerblichen Zweig der Staatsgewerbeschule und lernte bis zu seiner Einberufung 1915 bei Tony Grubhofer, Franz Burger und Heinrich Comploj.
1915 wurde er als Soldat in den Ersten Weltkrieg einberufen und diente als Standschütze an der Südfront. Nach Kriegsende arbeitet er in Tirol für eine Möbelfabrik, dann in Glasmalereibetrieben im niederösterreichischen Waidhofen an der Ybbs und in Innsbruck. Dort eröffnete der bald sein eigenes Atelier und finanzierte seinen Lebensunterhalt vor allem durch gebrauchsgraphische Auftragsarbeiten.
Durch die Tiroler Architekten Clemens Holzmeister, Lois Welzenbacher und Franz Baumann erhielt er zahlreiche Aufträge zur Gestaltung von Fassaden und Fresken, wie etwa am Stadtkino Landeck (1928) oder am Weinhaus Happ in Innsbruck (1937).
Torggler war eng mit dem Maler und Architekten Wilhelm Nicolaus Prachensky befreundet. Prachensky gründete 1925 gemeinsam mit Ernst Nepo, Alphons Schnegg-Mühlau und Rudolf Lehnert die avantgardistische Tiroler Künstlergruppe „Waage“, der Torggler später beitrat.
Nach spätimpressionistischen Anfängen entwickelte Torggler einen von Albin Egger-Lienz beeinflussten expressionistischen Stil, der sich ab Mitte der 1920er Jahre zur Neuen Sachlichkeit wandelte. Nach dem Anschluss Österreichs widmete er sein graphisches Schaffen ganz der nationalsozialistischen Propaganda.
Erich Torggler starb überraschend am 22. Oktober 1938 im Alter von 40 Jahren in Innsbruck. Drei Tage später erfolgte die Beisetzung auf dem Westfriedhof.